# منتخب كاليدونيا الجديدة لكرة القدم الشاطئية
منتخب كاليدونيا الجديدة لكرة القدم الشاطئية هو ممثل كاليدونيا الجديدة الرسمي في المنافسات الدولية في كرة قدم شاطئية
، يديريه اتحاد كاليدونيا الجديدة لكرة القدم.